# Nyctinomops
Nyctinomops es un género de murciélagos que pertenecen a la familia Molossidae. Agrupa a 4 especies nativas de América.

## Especies
Se reconocen las siguientes especies y subespecies:
- Nyctinomops aurispinosus (Peale, 1848)
- Nyctinomops femorosaccus (Merriam, 1889)
- Nyctinomops laticaudatus (E. Geoffroy, 1805)
  - Nyctinomops laticaudatus laticaudatus
  - Nyctinomops laticaudatus europs
  - Nyctinomops laticaudatus ferruginea
  - Nyctinomops laticaudatus macarenensis
  - Nyctinomops laticaudatus yucatanicus
- Nyctinomops macrotis (Gray, 1840)